# Lill-Bjurtjärnen
Lill-Bjurtjärnen är en sjö i Vindelns kommun i Västerbotten och ingår i Umeälvens huvudavrinningsområde.